# Warlords (jeu vidéo, 1989)
Warlords est un jeu vidéo de stratégie tour par tour développé et publié par Strategic Studies Group en 1989. Le jeu se déroule dans un monde médiéval-fantastique appelé Illuria dans lequel s'affronte huit clans : les Sirians, les Storm Giants, les Grey Dwarves, les Orcs de Kor, les Elvallie, les Horse Lords, les Selentines et les Lord Bane. Chaque joueur dispose au départ d'un héros et d'une ville. Les héros commandent des armées et peuvent parcourir le pays en quête d'expérience et d'objet magique ou pour conquérir de nouvelles cités, ces dernières permet de produire un certain type d'unités.
À sa sortie, le jeu est très bien accueilli par la presse spécialisée notamment pour son mode multijoueur. Le jeu a fait l'objet de trois suites : Warlords II (1993), Warlords III (1997) et Warlords IV (2003). Une série de jeux de stratégie en temps réel inspiré de l'univers du jeu – baptisé Warlords Battlecry - a également été publié à partir de 2000.

## Trame
Warlords se déroule dans un univers médiéval-fantastique, dans un pays appelé Illuria dans lequel coexiste des orcs, des nains, des elfes et d’autres créatures fantastiques. Après une longue période de calme, le traité de paix qui régit le pays est rompu et huit chefs de guerre se disputent le pouvoir,.

## Système de jeu
Warlords est généralement désigné comme un wargame, ou un jeu de stratégie au tour par tour incorporant des éléments de fantasy,. Le joueur y dirige une des huit factions présentes dans le jeu et doit affronter les sept autres, gérées par l’ordinateur ou par un humain, dans une guerre pour le contrôle du pays. Le jeu se déroule sur une unique carte sur laquelle sont réparties quatre-vingt cités. Le joueur doit en conquérir plus de la moitié pour gagner la partie. Pour cela, il dispose au départ d’une cité et d’un héros. Les cités génèrent des revenus et permettent de recruter des troupes. De leur côté, les héros explorent la carte pour acquérir des bonus, des objets magiques ou recruter des créatures.

### Cités
Les cités contrôlées par le joueur lui rapportent de l’argent et lui permettent de recruter des troupes. Les troupes disponibles sont spécifiques à chaque cité. L’une peut ainsi produire de l’infanterie légère de bonne qualité mais des cavaliers lamentables, une autre peut permettre de recruter des loups de guerre et une troisième des nains. En fonction de la qualité de l’unité, sa formation prend un certain nombre de tour et coûte une certaine somme d’argent, payé lorsque la production débute. À chaque tour qu’une unité passe sur le terrain, le joueur doit en plus payer la moitié de son coût initial pour son entretien. Plus une armée est puissante, plus son entretien coûte cher. Le joueur doit donc surveiller étroitement ses finances afin de s’assurer qu’il dispose de suffisamment d’argent pour entretenir ses troupes et en former de nouvelles. Si les finances du joueur sont insuffisantes pour entretenir ses troupes, il peut les démanteler. Celles-ci disparaissent alors du jeu. L’argent peut également être utilisé pour construire des fortifications, qui permettent d’améliorer la défense d’une cité. Elles ne nécessitent pas d’entretien mais plus le joueur en possède, plus leur coût augmente. Pour capturer une cité, il suffit de vaincre les troupes qui la défendent. Il est alors possible de la raser, ce qui la fait disparaître du jeu. Chaque joueur peut désigner une des cités qu’il possède comme la capitale de son territoire.

### Héros
Chaque joueur commence la partie avec un héros et peut en recruter de nouveaux lorsqu’il dispose de suffisamment d’argent. De nouveaux héros ne sont cependant pas toujours disponibles. Comme pour les fortifications, plus le joueur en possède, plus en recruter de nouveaux coûte cher et en avoir plus de cinq peut donc se révéler très compliqué. Avec une force de cinq, sur une échelle qui va de un à dix, les héros ne sont pas spécialement fort par rapport aux autres unités. À leur arrivée, ils sont cependant parfois accompagnés de troupes spéciales comme des diables, des démons, des magiciens, des morts-vivants ou des dragons,. Ils sont également les seuls à pouvoir explorer les lieux disséminés sur la carte comme les ruines, les cryptes, les temples ou les bibliothèques  (en tout une quarantaine de lieux). Ces derniers permettent d’obtenir des renseignements, des objets magiques, de l’or, une aide divine ou des créatures spéciales comme des diables, des démons, des magiciens, des morts-vivants ou des dragons,. Ces lieux sont parfois gardés et un héros n’est donc pas assurer de survivre lorsqu’il les explores,. Les héros peuvent également commander les armées et ainsi en augmenter la puissance en fonction de leur propre force et des objets qu’ils possèdent.

### Troupes
Chaque cité produit des troupes spécifiques incluant des fantassins (lanciers, archers…) et des cavaliers (cavalerie lourde, pégases, hippogriffes…). Des unités spéciales, comme des diables, des démons, des magiciens, des morts-vivants ou des dragons, peuvent également être obtenues lors du recrutement d’un héros ou dans certains lieux de la carte,. Les unités sont caractérisées par leur capacité de mouvement et par leur force d’attaque et de défense. Leur capacité de mouvement détermine la distance qu’elles peuvent parcourir à chaque tour, distance qui peut augmenter si l’unité n’a pas utilisé tous ses points de mouvement lors du tour précédent. Chaque unité a aussi ses forces et ses faiblesses. Ainsi, comme dans Sword of Aragon, certaines créatures fantastiques bénéficient d’un bonus sur leur terrain de prédilection : les elfes dans la forêt, les nains sur les collines, les orcs dans les marais. À l’inverse, certaines unités sont moins puissantes sur certains terrains, comme les cavaliers dans une forêt ou sur une colline,. De leur côté, les unités aériennes – comme les griffons, les pégases ou les dragons – ont l’avantage de pouvoir voler au-dessus du relief et ainsi de pouvoir lancer des attaques surprises. Les pégases peuvent de plus transporter les héros (sans les unités qui les accompagnent) à travers le pays. Outre ces unités, certaines factions ont la possibilité de construire des navires qui peuvent transporter en mer les héros et les troupes.

### Combats
Les affrontements entre deux armées sont résolus de manière automatique. Dans ces combats, les unités s’affrontent une par une, jusqu’à ce qu’une des deux armées soit anéantie et sans possibilité de retraite. Chaque attaque est résolue par un jet de dé à dix faces. Si le résultat obtenu est supérieur à la force de l’unité adverse, l’attaque la blesse. Dans le cas contraire, le jeu procède à un nouveau lancé de dé, et ainsi de suite. Lorsqu’une unité subit deux blessures, elle meurt. Le terrain, les fortifications, la présence d’un héros (avec ses objets magiques et ses bonus) ou la présence de certaines unités dans l’armée modifie la force des unités qui la compose. C’est notamment le cas des unités volantes et des unités spéciales, qui donnent un bonus de +1 en force à toutes les unités de l’armée, et des dragons qui confèrent un bonus de +2 en force. La force d’une unité ne peut cependant pas dépasser neuf et même les unités les plus faibles peuvent donc gagner contre les plus fortes avec un jet de dé favorable.

### Interface
L’interface graphique de Warlords est optimisé pour une utilisation de la souris. L’écran principal est divisé en deux parties. En haut à droite se trouve une carte globale du monde. A gauche, une grande fenêtre affiche une vue locale de la carte sur laquelle le joueur gère les déplacements et les combats. Sur cette carte, les armées sont représentées par des icônes équipés de drapeaux qui donnent une indication sur sa puissance. La fenêtre en bas à droite sert à afficher des informations comme le tour en cours, la quantité d’or dont dispose le joueur, les unités en production ou encore les objets trouvés par un héros en visitant un lieu. Entre les deux se trouve les boutons de commande fréquemment utilisé, qui permettent notamment de gérer les déplacements, la production d’unités ou d’affichés des informations. En haut, une barre de menu regroupe les commandes moins souvent utilisées comme celle permettant d’accéder aux statistiques. Un menu permet notamment de consulter des graphiques qui indiquent combien d’armées possède chaque joueurs, les cités qu’ils contrôlent, la quantité d’or qu’ils possèdent et quel joueur est actuellement en position de gagner.

### Mode de jeu
Une partie de Warlords se joue sur une unique carte et implique forcement huit factions différentes. Ces dernières peuvent être contrôlées par un joueur humain ou par l’ordinateur. Pour chaque faction contrôlée par l’ordinateur, le joueur peut définir un niveau d’intelligence artificielle, parmi les quatre disponible dans le jeu : chevalier, baron, seigneur et seigneur de guerre. En multijoueur, les joueurs humains jouent en hotseat, c’est-à-dire chacun à leur tour sur le même ordinateur. Les joueurs peuvent choisir de contrôlé une des huit factions du jeu – les nains, les elfes, Horse Lords, Lord Bane, les orcs de Kor, les Selentines, les Sirians et les géants – qui ont chacune leurs spécificités.

## Développement
Warlords est conçu et, en grande partie, développé par Steve Fawkner. Fan de jeu de plateau et de jeu vidéo, il développe son premier jeu, Quest for the Holy Grail, sur Sinclair Spectrum en 1983. Il n’a alors aucune connaissance sur la manière de publié un jeu et le distribue donc gratuitement lors de conventions. Un message, qui apparaît au début et à la fin du jeu et qui demande au joueur de lui envoyer 5 $ pour financer son prochain titre, lui permet tout de même d’engranger 160 $. Encouragé par ce succès inattendu, il continue de développer des jeux vidéo qu’il envoi, par email, à un nombre croissant de personnes appréciant son travail en leur demandant simplement de lui envoyer 5 $ lorsqu’ils apprécient le résultat. Début 1989, il termine un nouveau titre qui combine deux jeux auxquels il joue à l’époque : le jeu vidéo Empire, créé par Mark Baldwin, et le jeu de plateau Dragons of Glory publié par TSR. Dans ce dernier, les joueurs dirigent un ou plusieurs clans – chacun avec ses héros, ses citadelles et ses soldats – et doit conquérir au moins les deux tiers de la carte. Le résultat lui semble cependant trop bon pour être distribué de la même manière que ses précédents jeux. Il l’envoi donc à plusieurs éditeurs mais ils ne se montrent pas intéressés par un jeu à 90% terminé et développé par un inconnu. Avant de laisser tomber, il envoie tout de même une copie du jeu à Strategic Studies Group à Sydney. Six semaines plus tard, il reçoit un appel du cofondateur du studio, Ian Trout. Celui-ci lui avoue avoir initialement jeté le jeu à la poubelle, car il met en scène « des chevaliers et des dragons », mais qu’ils lui ont finalement donné une deuxième chance lorsque son fils, Alex Shore, l’a récupérer dans une poubelle pour y jouer.
Bien que le studio n’ai jusque-là jamais publié de jeu développé en externe, sa direction accepte finalement d’édité Warlords. Un contrat « très avantageux » est alors proposé à Steve Fawkner et, pendant les six mois suivant, les développeurs du studio lui apportent leur aide pour finaliser le jeu. Pour la programmation, Roger Keating et Steve Fawkner collabore à distance, depuis respectivement Sydney et Melbourne. Pour cela, ils se parlent régulièrement au téléphone et s’envoient, par la poste, des disquettes contenant le code source du jeu. Dans ce cadre, Roger Keating programme de nouvelles routines d’intelligence artificielle et de mouvement pour le jeu. Les graphismes du jeu sont conçus dans un environnement 4-bit (16 couleurs) et sont dessinés par Graeme Whittle. L’artwork de la boite du jeu est conçu par Nick Stathopoulos.

## Versions
La version PC (MS-DOS) de Warlords est publiée par Strategic Studies Group en  1989. Elle est distribuée sur disquettes 3,25 et 5,25 pouces, est compatible avec le standard d’affichage VGA (16 couleurs) et supporte les cartes son Adlib,. Le jeu est ensuite porté sur Amiga en 1990 puis sur Macintosh en 1992. Cette dernière bénéficie de graphismes améliorés avec une meilleure définition et un plus grand nombre de couleurs.
Le jeu devait également faire l'objet d'une adaptation sur Nintendo DS développé par Glyphic Entertainment mais celle-ci a finalement été annulée.

## Accueil

### Critiques
| Warlords        |      |       |
| Média           | Nat. | Notes |
| AllGame         | US   | 4/5   |
| Amiga Action    | GB   | 85 %  |
| Amiga Computing | GB   | 70 %  |
| Amiga Format    | GB   | 85 %  |
| CU Amiga        | GB   | 77 %  |
| Dragon Magazine | US   | 5/5   |
| Gen4            | FR   | 72 %  |
| Joystick        | FR   | 82 %  |

### Récompenses
- PC Jeux : 37e au classement des 100 meilleurs jeux de tous les temps[18]
- Computer Gaming World : Meilleur wargame de l'année en 1991[19]

## Postérité
Le succès critique et commercial de Warlords pousse Steve Fawkner à quitter son travail de programmeur chez BHP Billiton pour se consacrer au développement d’une suite. Il reste cependant isolé du reste du studio, situé à plus de 500 miles de chez lui, et passe donc ses journées chez lui à programmer le jeu. Ses seuls contacts avec ses collègues se font donc par téléphone. Pendant cette période, de nombreux fans du premier jeu lui écrivent pour lui suggérer des améliorations. Avec l’aide de SSG, il implémente la plupart de ces idées dans Warlords II mais ne tarde pas à regretter cette décision. Le résultat est en effet un énorme gâchis de fonctionnalité en tout genre. Le jeu sort finalement en 1993 et intègre notamment un éditeur de carte. Il est suivi en 1997 d’un troisième volet, Warlords III: Reign of Heroes. Steve Fawkner se lance ensuite dans un nouveau projet : un jeu de stratégie en temps réel  incorporant des héros et des éléments de jeu de rôle et baptisé Warlords Battlecry. Le succès de celui-ci donne à Steve Fawkner l’impulsion nécessaire pour quitter SSG et fonder son propre studio, Infinite Interactive, en 2003. SSG développe tout de même un quatrième Warlords, Warlords IV: Heroes of Etheria, mais Ubisoft n’est pas satisfait de la direction prise par le jeu. L’éditeur confie alors son développement à Steve Fawkner et à son studio mais ne lui laisse que six mois pour le terminer. Publié en 2003, celui-ci ne rencontre pas un succès critique à la hauteur des précédents titres de la série.